# ガルフォース
『GALL FORCE』（ガルフォース）は、アートミックとAICが制作したSFアニメ『ガルフォース ETERNAL STORY』と、その続編として制作された『宇宙章』、『地球章』などのOVAシリーズ。またその小説版も何冊か発売された。

## 概要
『ガルフォース ETERNAL STORY』はOVAとしてリリース後、1986年に東宝系にて劇場公開された。併映は板橋しゅうほう原作のSFアニメ『アイ・シティ』。
ガルフォースとは、ギャルのフォース、すなわち「女性の戦隊」という意味である。
ソニーグループのビデオソフト販売新会社ソニービデオソフトウェアインターナショナル（SVI）が初制作した作品。制作の岸栄司によると「2万本以上、できれば5万本売って、アニメ界の新記録を作りたい」とする意欲作である。
原作「スターフロント・ガルフォース」は、模型雑誌『モデルグラフィックス』に連載されたオリジナルストーリー。女性フィギュアとスクラッチされた専用の装備、メカなどの写真と小説のコラボレーションされたもので、企画のアートミックがモデル製作にも参加した。後に連載をまとめたムックも出版された。雑誌連載時の主人公はラビィ、パティ、ラミィの3人であったが、アニメ化の際に7人となり、原作のストーリーも映画後半部に組み込まれた。アニメーションとしての続編はOVAとして作成された。モデルグラフィックス内でも既にカルト的な人気を誇っていたが、関西地区で読売テレビ『アニメだいすき!』をはじめ、全国各地でのテレビ放送が切っ掛けとなり人気に拍車がかかった。
ソフト化はVHS、Betamax、8mmビデオ、レーザーディスク、VHDと多数の方式でソフトウェアが供給された（後にDVD-VIDEO化もされた）。また、ビデオソフトはSonyPCLが新たに開発したSEQ（SuperExcellentQuality）方式の高画質プリントで発売され、ビデオディスク並みの高画質と宣伝された。なお、本作がSEQ方式を採用した初めてのソフトである。
発売元は『ETERNAL STORY』『DESTRUCTION』はソニービデオソフトウェアインターナショナル(SVI)。『テンリトルガルフォース』『STARDUST WAR』『RHEA GALL FORCE』はCBS・ソニーグループ（CSG）。『GALL FORCE THE REVOLUTION』はソニー・ミュージックエンタテインメント（SME）。残る作品はポリドール・レコードから発売された。
音楽面では後に中島みゆきのプロデューサーとして知られる瀬尾一三を起用。『ETERNAL STORY』では鈴木聖美、小比類巻かほる、LOOK。『DESTRUCTION』では白井貴子&CRAZYBOYS。『STARDUST WAR』では田村直美在籍のPEARLがテーマソングを担当。当時のCBS・ソニー、EPIC・ソニー所属アーティストが投入されている。
『RHEA GALL FORCE』発売当時、『機動警察パトレイバー』や『吸血姫美夕』など1本5,000円前後で買える低価格帯OVAが主流となりつつあり、発売元のCBS・ソニーグループも「Ap5800」シリーズを立ち上げ、その流れに乗ろうとした。ビデオソフトとレーザーディスクの定価を宇宙章の半額程度の5,800円に抑え、目標として従来より二倍売り上げる予定であったが、その販売目標を達成することができなかったため、シリーズ途中で作品ごとポリドールへ移籍することとなった。なお、『RHEA GALL FORCE』の発売は1989年でバブル崩壊時期には掛かっておらず移籍とは全く無関係である。
ポリドール移籍後による初作品『ガルフォース地球章1』は、作品の制作が発売日に間に合わず、未完成のまま出荷・発売されるという異常な事態となった。この件に関しては発売前に行われた未完成状態での試写イベントの際に観客から「発売日までに完成する進行状態ではない」と既に指摘されており、制作側も「製品版は完全に完成した状態で出荷致します」と発言していた。それにもかかわらず未完成な作品をユーザーは手にすることとなり、これを知りながら出荷したアートミック、ポリドールは購入者からの猛烈な抗議を受ける結果となっている。その反省もあってか『ガルフォース地球章2』はプラズマシューターや拘束中のサンディなどかなり作画が改善された（特に後者はアニメVの記事や後の地球章全集ジャケットイラストにも使用されるなど、ある意味で地球章2のキービジュアルともなっている）。
1996年に制作された『GALL FORCE THE REVOLUTION』からはソニー・ミュージックエンタテインメント、ムービックが再び制作元となっている。

## ストーリー
ガルフォース エターナル・ストーリー
広大な宇宙で抗争を続ける2大勢力。機械骨格に宿る液状生命体パラノイドと単一生殖の人間型ソルノイドは、第9星系の新天地カオスを巡っても激しい戦闘に突入した。ソルノイド軍の巡恒艦スターリーフは被弾によるダメージで艦隊から離脱。生存した7人のクルーを乗せてカオスに向かった。パラノイド親衛艦隊の追撃にひとり、またひとりと倒れる中、生き残ったクルーは両軍が極秘裏に進めていた驚くべき計画を知ることになる。
ガルフォース2 ディストラクション
仮死状態で宇宙を漂っていたルフィはシルディたちの船に救出され蘇生される。そこで、ソルノイド、パラノイド両軍とも母星を惑星破壊砲で失い、現在最終戦争にむかっていることを聞かされる。戦争の無意味さをルフィに説得しようとする平和主義者のシルディたち。が、ルフィは最後までパラノイドを敵として戦うことを選ぶ。最後の惑星が残る第9星系を恒星ごと破壊しようとするソルノイド軍の計画を阻止するため、シルディたちは恒星破壊砲を破壊する行動に移る。
ガルフォース3 スターダスト・ウォー <宇宙章・完結編>
恒星破壊砲を破壊したルフィとシルディたちは、キャティに連れられ情報部のネビュラート大佐に会う。大佐はキャティを作った本当の意味を語る。両軍の全滅が予見される最終戦争を阻止すべく、大佐とルフィとシルディたちは惑星活性装置を使い平和を訴えるが、そのさなか両軍の旗艦が互いの惑星破壊砲の射程に入ってしまい、なし崩し的に戦端が開かれてしまう。大佐は最後の望みを未来の人類に託し、彼らの文明の全てを記録したカプセルを第9星系のカオスに放つ。
レア・ガルフォース
シルディらによってもたらされたデータと月の異星人遺跡によって、人類の技術は飛躍的に発展した。しかしそれは軍事面に偏ったものであり、戦争をより凄惨なものとしただけだった。第3次世界大戦は各陣営が作った殺戮兵団「M.M.E」の反乱によって世界中の都市が破壊され、わずかな人類がゲリラとなってM.M.Eと戦っていた。
西側のゲリラとして戦っていたサンディは、東西陣営がこの状態になってもいがみあうことを糾弾するも、冷笑と罵倒を浴びせられる。そんな時、地球に残っていた民間人を火星へと脱出させる作戦が発動される。この作戦はM.M.Eにも察知され、地球脱出ロケット発射場へ進攻されるものの、いがみあっていた東西陣営が連携して発射場を守り、民間人脱出に成功した。
ガルフォース 地球章1
東西陣営は地球に残る核ミサイルをM.M.E本拠地へ発射する作戦を発動。サンディはミサイル基地の一つへ赴き、システムを司令部と同調させる任務につく。その時、自然復活を目標とする組織「ジオクレス」のメンバーであるサリーと知り合う。その後、言葉を話すM.M.Eと遭遇し、戦闘能力を奪い「尋問」することに成功。核攻撃は意味のないことを知り司令部へ具申、核による更なる地球汚染を回避した。
ガルフォース 地球章2
火星軍は、異星人からのデータの最後に記されていたプラズマシューター艦「ヘカトンケイル」を投入、M.M.E本拠地のあるオーストラリア大陸を、いまだ戦いを続けるゲリラごと吹き飛ばす作戦を発動。この作戦を知ったゴーンはサンディを拉致し攻撃衛星を操らせ、ヘカトンケイルを撃破した。
ガルフォース 地球章3
火星軍の支援を得て、M.M.E本拠地を攻略する「最終作戦」が発動された。サンディも歩兵の一人として参戦、本拠地への侵入を果たす。仲間を失うものの敵総統であるゴーンと対峙。ゴーンが理解できない（認めたくない）「他者を愛し守る気持ち」で心を満たし、ゴーンに動作不良を起こさせることで勝利、M.M.Eは壊滅した。
ガルフォース 新世紀編 上
M.M.Eとの戦いより200年、「ユーマン」による宣戦布告など多少の緊張はあるものの、人類はおおむね平和な生活を送っていた。全人類をつなぐネットワークが完成した次の日、「G.O.R.N」と表示されるプログラムによって都市は大混乱に陥る。そんな中、謎の人物「キャティ」によって集められた5人は都市の一部と化していた脱出用宇宙船に乗って都市を離れた。
ガルフォース 新世紀編 下
復活の機会をうかがっていたゴーンによって、ほぼすべての人類は抹殺された。宇宙船に乗っていた5名プラス救助された1名は、行き先も分からないまま進む宇宙船に困惑する。その宇宙船にもゴーンの追手がかかる。紆余曲折の末、目的地である木星に到着。そこで恒星間航行用宇宙船に乗り換え、新天地であるプレアデス星団へ出発した。
ザ・レボリューション VOL.1 「WAR STORM」
『エターナル・ストーリー』から始まる物語とは別の世界。イースト軍とウェスト軍はいつ終わるともしれない戦いを続けていた。戦闘はCGによって血生臭さが徹底的に排除され、兵士たちはさながらゲームのように戦闘を楽しんでいた。そんな中、イースト軍に所属する巡恒艦スターリーフはとある戦いに参加する。しかし、味方ごと敵を殲滅しようとするファイザー司令の陰謀を察知し戦線離脱する。
逃亡艦として流浪を続けるスターリーフの前に、巨大な漂流岩礁が出現。しかしそれは自然物ではなく、「レトローグ」をかくまい、終戦を目指す組織「コンク」の本拠地であった。とまどうラビィたちの前にあらわれた謎の女性「キャティ」。彼女は「永劫に続く戦争を終わらせる時が来た」と告げる。
ザ・レボリューション VOL.2 「GALAXY RUN」
戸惑うエルザたちにキャティは語る。自然の素晴らしさ、故郷を持つことの安らぎ、そして戦争を終わらせなければならないこと。ソルノイドは本来「レトローグ」という異なる性を持つ存在と対になって繁栄する種族であること、しかし戦争継続にレトローグは不必要であるからと抹消され続けていること。そんな中、ファイザーに遺伝子操作されていたパティはコンク本拠地の位置をシュートに知らせてしまう。究極兵器「反物質砲」の情報を求めて岩礁に突入するシュート。レトローグたちを人質にして情報を得、意気揚々と離脱する。その際に置き土産として本拠地を破壊できるほどの強力な爆弾を設置、コンクは絶体絶命の危機に襲われた。
ザ・レボリューション VOL.3 「SOLDIER PLANT」
キャティの犠牲によって、コンクは救われた。その頃、偽情報をつかまされたシュートはファイザーの叱責を受けていた。シュートがコンクへの憎しみを高めている時、コンク本拠地である偽装岩礁は超光速航行の準備を始めていた。その折、ポニーはクローンプラント潜入と機能破壊を提案、プラントの真実を知ってほしいと諭す。
提案を受け入れたエルザたちは鹵獲した輸送艦でプラントへ潜入する。そこは、同胞であるはずのソルノイドを戦争遂行の「部品」として「生産」し、各戦線へ「搬送」し、戦闘によって「消費」させるシステムであった。そこにあらわれたファイザーによって、プラントではイースト軍のみならずウェスト軍のソルノイドも生産されている事実を知らされる。そして、覇権をかけた「本来の戦い」は数百年も前に終決し、今は戦争とともにあるための戦争を続けていると。
ファイザーの論理に戸惑うエルザは、ラビィたちを守るためにファイザーのもとに赴く。そしてラビィはコンピュータウイルスのロードに成功し、離脱に成功した。
ザ・レボリューション VOL.4 「HOME WAY」
行き先不明のワープに入る直前、岩礁はファイザー直属艦隊の襲撃を受ける。迎撃手段を持たない岩礁は、あわや撃沈の危機に陥るが、ラビィの機転とルフィーの捨て身の攻撃によってからくも撃退、ワープに成功する。
その頃、エルザはファイザーが複数の自身のクローンを持ち、死ぬたびに意識を転送して生き返り、永遠の戦争を楽しもうとしていることを知る。そしてコンクの悲願を打ち砕くための情報操作を行っていた。
ワープアウトした岩礁の出現位置は、太陽系の小惑星帯だった。そこから人類発祥の地である地球まであと少し。しかし、ファイザーの画策によって集められた両軍が戦闘を開始してしまう。流れ弾が地球を傷つけ、悲鳴を上げるコンクメンバーたち。ラビィは地球を守るため、両軍の通信回線に割り込み、自然豊かな地球の姿を見せ、人類（ソルノイド）が地球を離れた理由（環境破壊によって居住に適さなくなったため）を語る。その姿に郷愁を感じた兵士たちは戦闘を停止、地球破壊は回避されたかに見えた。しかし自然のままの生き方を嫌悪するファイザーは、戦闘にかこつけて恒星砲を衛星軌道上に展開、地球そのものを吹き飛ばそうとする。その時、岩礁はシステムCを作動、偽装岩礁をパージする。その中から現れたのは、ファイザーが血眼になって探していた反物質砲であった。
反物質砲の砲撃によってファイザーの恒星砲は消滅、地球は守られる。同時に終戦を迎え、自然豊かな地球はラビィたちを温かく迎えたのだった。

## 登場人物

### ETERNAL STORYから登場したキャラクター
メインキャラクターは、それぞれ動物の英名が名前の由来となっている。
ラビィ (RABBY)
声 - 松井菜桜子
19歳。ソルノイド軍巡恒艦スターリーフ号のサブコマンド。原作からのキャラクターで宇宙章第1部の主人公。背はやや高めだが、髪はロングで軍人らしからぬ女性らしい風貌をしている。性格は生真面目で少々融通が利かないが、いざと言う時はかなりの行動力を発揮する。
度重なる仲間の不慮の死に一人悩むことが多かったが、やがてソルノイド軍とパラノイド軍の壮大な陰謀を知る。最後は枢軸幹部の命令を拒否し、自らの命と引き換えに重大な決断をする。名前の由来は「RABBIT」。
小説版ではカオスの崩壊時に後述のキャティ・ネビュラートに救助され、そのエージェントとしてパラノイドとの停戦を目指して活動する。ソルノイドとパラノイドの最終決戦時にはアニメ版でのキャティ・ネビュラートの役割を代わって務める。
パティ (PATTY)
声 - 原えりこ
17歳。銃器類のエキスパート。ボーイッシュで活発な性格だが、時折（特に後半）情の細やかさを見せることがある。原作からのキャラクターで、ラビィを姉のように慕う。
スターリーフ号で航行中に謎の怪物に襲われ、体調に異常をきたし、それに気付いたラビィに瞬間移動機で体内で発生した“異物”を除去されて救われる。その時に自分そっくりの少年を生み出すことになるが、最後にはその新しい命を守るべく、ラビィと共に戦闘機で出撃する。名前の由来は「PANTHER」。
小説版では医療班所属の軍医見習い。カオスの崩壊時にソルノイドとパラノイドの争いで故郷を失った知的生命体「ウイル」に救助され、彼らの新居住地にソルノイドが適合できるかの試験サンプルとして避難民「リーマ」の身分と共にソルノイドに送り返される。ソルノイドとパラノイドの最終決戦時には幼児たちの保護者役をルフィとラビィに託され、宇宙の彼方へと落ち延びていった。
ラミィ (RUMY)
声 - 山本百合子
15歳。スターリーフ号の非戦闘員で、シェフ兼館内雑務担当で、原作からのキャラクター。小柄で幼児体型（ただし、ソルノイドは第2次性徴が遅いらしく、当時は成長が完了していなかった）。性格は明るいが、かなりのおっちょこちょいでパティによく突っ込まれている。
物語後半に登場したパティそっくりの少年を早い時期から受け入れ、やがて恋愛感情を持つようになる。植民星カオス爆発の際、少年と共に脱出用ポッドに乗せられ、惑星ティラーに向かう。続編に登場した時は長身の美女に成長。やはり逞しく成長した少年との間に2児をもうけ、ジャングルで原始的ながら、幸せに暮らしている所が確認される。名前の由来は「LAMB」（準備稿では「RAMB」となっている）。
エルザ (ELUZA)
声 - 川村万梨阿
21歳。スターリーフ号の副艦長であるが、艦長が旗艦アコンカグヤに出向したままのため艦長代理を務める。任務最優先のキャリアウーマン的な性格でみんなから煙たがられているが、ラビィとは師弟関係にある（PCゲーム版・小説版では、ラビィと性行為に至る描写もある）。
惑星カオスへ向いながら幾度となく危機を乗り越えていくが、艦内に侵入した怪物に襲われ、「奴らの考えがわかった。私は絶対に拒絶する。」という謎のセリフを残し、死亡してしまう。遺体はロケットタイプの棺に入れられ、宇宙葬にされた。名前の由来は「LION→エルザ（映画『野生のエルザ』）」。
ルフィー (LUFY)
声 - 鶴ひろみ
21歳。ソルノイド軍のエースパイロットで、「撃墜天使」の異名を持つ。宇宙章第2部以降のヒロインの一人。本来はソルノイド宇宙進撃軍第25艦隊第19師団「アタッカーズ（突撃隊）」の所属だったが、戦闘中に母艦を失ったためスターリーフ号に強行不時着し、そのまま居着いてしまう。
派手なルックスで一人称は「俺」。基本的には善良な性格だが、やさぐれており、規則を全然守ろうとしない。そのためにエルザやラビィと衝突するが、ラビィとは次第に友情が芽生えていく。しかし戦闘中に狙撃され、意識がないまま約10年間宇宙をさまよう。
目覚めた時には戦争は末期状態で、そんな中戦争の終結と新しい生命を守るために行動を起こすシルディたちに出会う。それまで完全に戦いに身を置いて来たために共に行動することを受け入れることにはためらいを感じるも、心の奥底では決して反対はしておらず、自分のやり方で加勢していく。名前の由来は「WOLF」。
小説版では仮死状態にならずに生還し、軍を除隊。その後、キャティ・ネビュラートに救助されたラビィ、ウイルに救出されたものの記憶を失っていたパティと再会し、その盟友として最終決戦まで協力する。
ポニー (PONY)
声 - 富沢美智恵
18歳。メカニック担当。アフリカンを思わせる風貌で、ややポッチャリ体型。機械類の扱いに関しては天才的だが、運動神経は全くと言っていいほど無く、スターリーフ号修復の際、宇宙空間へ出た時は大パニックを起こしてしまう。
性格は温厚で情けに厚く、機械にも愛情を注いでいる（ただし小説版では機械としかコミュニケーションが取れない、陰気な性格として書かれている）。ラビィがキャティを撃とうとした時はラビィに掴み掛かり、キャティを逃した。最後は「OX-11に真相を聞いてみるわ」と言い残し、自分の子供同様のアイルとトイルをラビィたちに託し、爆発するスターリーフ号に残った。名前の由来は「PONY」。
キャティ (CATTY)
声 - 渡辺菜生子
16歳。スターリーフの通信士。小柄で女の子らしい風貌。性格はおとなしいが落ち着いており、真面目に任務をこなす。第26部隊出身というのは表の顔で、実はある陰謀のために送り込まれた「ガイノイド」（当時の用語ではアンドロイド）。
同一固体が十数体あり、その内の1体が宇宙章第2部以降に登場、もう一人のヒロインとしてその後「地球章」「新世界章」の物語をも牽引する。さらに宇宙章第3部では彼女たちのオリジナルと言えるキャティ・ネヴュラート大佐も登場する。彼女は25 - 26歳位の女性で面影はあるものの、ラミィ同様かなり背が高い。古代マーカス人の史実にのっとり、人類の再生のために尽力する。名前の由来は「CAT」。
アイル (Ail)、トイル(Toil)
声 - 羽村京子、鈴木富子
情報処理や作業補助、その他雑用までこなす万能ヘルプロイド。スターリーフがワープした際、他宇宙艦船の爆発によって異常加速してしまったことを共に判定し、その修理方法を指示するなど、機械とソルノイドの間の優秀なインターフェースとしての役割を担う。ソルノイド兵を管理する役割もあるようで、ラミィの食べ過ぎを諫めたり、ルフィーに軍規を持ち出して注意したりしている。衛星カオスでは、惑星活性化装置を再作動させた。
OX-11(オー・エックス・イレブン)
声 - 古川登志夫
スターリーフ号のマザーコンピュータ。キャティからのコンタクトを受け、「種族融合計画」のためのプログラミングを施される。
エクザノン(XOANON)
声 - 富山敬
緊急降下用ベース・ブロッサムのコンピュータ。OX-11のマトリックスを継受している。
少年
声 - 菊池英博
瞬間移送機によってパティから分離して産まれた少年。アニメでは始めは赤ん坊の姿だったが、急激に成長して10代後半の姿になる。髪や瞳の色はパティと同じ。産まれて来たばかりなので、服を着たりする時に苦心する場面もあったが、精神的な成長も早く、ラストでラミィともども脱出用ポッドに乗せられた時は、仲間の犠牲を申し訳なく思うラミィを励まし、力づけるまでになる。
続編に成人した姿で登場。心身共に逞しくなり、ラミィたち家族と平和に暮らしている。

### 宇宙章から登場したキャラクター
主要メンバーの名前は、武器・防具の英名が由来となっている。
シルディ
声 - 神田和佳（第2部） / 荘真由美（第3部）
年齢は20歳。ラビィに似た風貌だが、こちらの方が長身で、髪は黒い。また、ラビィよりも性格が冷静沈着である。キャティ・ネヴュラートの掲げた人類再生計画に賛同し、信念を持って行動する。名前は盾（shield）より。
なお、第2部で声を担当した神田和佳が第3部収録時に出産のため参加できなくなり、荘真由美が代役を務めた。
小説版ではソルノイドとパラノイドの最終決戦直前にラビィと一緒にソルノイド上層部に逮捕された同僚として登場。宇宙に脱出せずに惑星エンブローでルフィ、ラビィと最期を共にする。
小野敏洋の漫画版ではティラーに移住。あとがきでは和解したパラノイド司令官（細胞変換によって男性型ソルノイドになる）と結婚。一児を授かっている。
スピア
声 - 水谷優子
年齢は16歳。どことなくパティを思わせる風貌だが、ウェーブのかかった赤毛が特徴。シルディたちと共に人類再生に向けて行動する。性格はパティをさらに攻撃的にした感じで、戦争することに何の疑問も持たず、計画に反対するルフィに一度はナイフを突きつけたことも。名前は槍（spear）より。
小説版ではバイオテクノロジー技師という設定。
小野敏洋の漫画版ではティラーに移住。ティラーで仲間とはぐれた際に助けてくれた男性（元パラノイド）と恋人関係ないし結婚。
アミィ
声 - 本多知恵子
年齢は13歳。ラミィに似るがややスマートで、赤縁のメガネとポニーテールがトレードマーク。この時代、戦争は末期状態で、彼女のような低年齢層も戦うことを余儀なくされている。スピアに憧れており、見習いながら前線に志願してきた。あどけない部分もあるが、一応戦士としての自覚や覚悟はできている。名前は陸軍（army）より。
小野敏洋の漫画版ではティラーに移住。村の男性不足から独身。
キャティ・ネビュラート
声 - 荒川美奈子
ソルノイド情報局々長、大佐。その容姿は正しく「大人に成長したキャティ」となっている。一局員時代に発動されたパラノイドのエクソガモフ計画（ソルノイド側では「強襲的融合作戦」と呼称）に対し、監査役を派遣することを提案、結果として彼女のコピーアンドロイドが作られ各戦線に投入された。
惑星破壊兵器（およびその上を行く恒星破壊兵器）の登場によって両者の戦いが破滅に突き進んでいることを知っており、和解は無理でも停戦に向かうよう画策していた。惑星エンブローのエリシオン（およびシルディら）の力を借りて両軍に平和を説くものの試みは失敗、「残された可能性」へソルノイドの歴史と技術をシルディらに託した。
しかし、惑星ティラーの新種族にも「繁栄と破滅の未来」があることを理解していた。
小説版ではキャティのオリジナル、カオス崩壊時にラビィを救助した恩人、停戦派のリーダーとして言及されているものの、最終決戦を始めようとするソルノイド、パラノイドに停戦を呼びかける役回りはラビィに変更されている。
エリシオン
声 - 池水通洋
惑星エンブローにある、惑星活性化装置の試験機のメイン制御コンピュータ。ソルノイドの歴史もインプットされており、ソルノイドとパラノイドの戦いが破滅に向かっていることを、惑星ティラーの新種族の未来に「繁栄と破滅」が待っていることも知っていた。名前はギリシャ神話における死後の楽園「エーリュシオン」より。
ジャーニー
声 - 吉田理保子
ソルノイドの総帥。棺桶を思わせる機械に包まれており、顔の下半分だけがモニターに投影される。必要とあらば味方ごと敵を殲滅することも星系まるごと消滅させることも厭わない、冷酷な戦略家。
ボーン
声 - 屋良有作
パラノイドの総帥。機械骨格が他のパラノイドよりも大きく、発声時には声帯の位置にあるコードが脈動する。

### 地球章に登場したキャラクター
それぞれ音楽用語が名前の由来となっている。各キャラクターの名前は変わっているが、それぞれのキャラクターが、宇宙章のキャラクターをある程度引き継いでいる形になっている。
サンディ
声 - 松井菜桜子
異星生命研究家で天体物理学の権威、グレイ・ニューマン博士の一人娘。父の研究所のある月面基地“ルナドック-α”で父と2人暮らしをしていたが、現在はその父は死亡。M.M.E支配下の地球、オーストラリア大陸でゲリラ戦士として、敵M.M.Eと明日なき戦いを続けている。約40名からなる西側第8集団のリーダーを務め、頭脳の明晰さは父ゆずり。M.M.Eの発生原因の一端となった“月面での異星人の宇宙船発掘”の仕事を、父がしていた事実に今でも言い知れぬ負い目を感じている。自分が正しいと信ずることに対し、十分な勇気を持って断行する行動力を有する。
ラビィにそっくりな女性。名前は音楽（sound）から。
スコア
声 - 鶴ひろみ
大戦前よりオーストラリアに居住。現在は東側ゲリラ兵の一員。“男ことば”をしゃべり乱暴者というのが一見しての印象。東西のいがみ合いが何も生産しないことに気づきながらも東側ゲリラの一兵を務めていたが、サンディとの出会いで無所属的立場を取るようになった。サンディに対し毒づくことの方が多いが、サンディの統率力に、実は一番期待を寄せている一人。
ルフィにそっくりな女性。名前は楽譜（Score）から。
メロディ
声 - 原えりこ
世界16か国に支社を持つコンテナリース大会社の社長の一人娘。家庭教師だけで16人いたという、いわゆるお嬢様。2086年の世界大戦の日までは何不自由なく育ったが、現在はサンディと同じく、M.M.E.支配下のオーストラリア大陸でゲリラとなり敵と戦う。サンディにとっては妹的存在で、一緒にいるボーディはかつての父の会社の社員である。立場上途中から火星に避難した後も、平和のために少しでも役に立ちたいと願う、優しく健気な性格の持ち主である。
パティにそっくりな少女だが、髪の色が違う。名前は旋律（Melody）から。
フォルティン
声 - 川村万梨阿
大戦初年、西側との交戦で両親を失い、19歳で東側に入隊。西側陣営に怨みを持つ。M.M.E支配下の地球では、東側の正規軍人として分隊の軍曹を務める。その顔に、常に施されているカモフラージュ・マーキングは、本当の表情を隠すための“カモフラージュ”。軍規に徹し、冷静な行動が持ち前の存在。男まさりのGIカットで、太い腕は下手な男よりずっと頼りになる力強い兵士である。常に身につけた東側の正装であるケープが、さらに女性らしさを打ち消すのに一役買っている。味方にすれば心強い助っ人である。
エルザにそっくりな女性。名前は「大きな音で演奏する」という意味の「フォルテ」から。
サリー
声 - 富沢美智恵
2071年ノルマンディ出身。研究都市アルテアリーズの職員だったが、現在は復活の樹を育て地球復活を願うジオクレスを率いる。シスターの服装をしていて、サンディたちを助けてくれた。情細やかな性格だが、その信念は強い。
ポニーにそっくりな女性。名前は「なめらかに演奏する」という意味の「スラー」から。
ミティ
声 - 本多知恵子
家族全てを戦争で失ったいわゆる戦災孤児。M.M.Eの支配下で人々が隠れ住む地下シェルター都市、上下水道は彼女の庭である。いつも体中に食糧や正体不明の雑貨を満載したリュックを担ぎ、食糧を求めてどこと言わず移動し続ける。しかし性格は明るくタフで、屈託のない表情は周囲をも笑顔にする。動物的カンと土地観に優れ、結構役に立っている。また、サリーが引き取り面倒を見ている子供たちともすぐ仲良くなる。名前は「小さな音で演奏する」という意味の「ミュート」から。
アミィにそっくりな少女だが、メガネはかけておらず、髪型もフンワリした感じのボブ。なお、ヘカトンケイルクルーにアミィそっくりな女性も登場。
ラミディア
声 - 山本百合子
メロディから地球の状況を聞き、火星軍の投入を唱える少佐。慈愛にあふれた女性で国連総長を父に持つ。ただその考えには「夢を見過ぎ」との批判もある。
ラミィにそっくりな女性だが、地球章では成人した姿で登場。
バージィー
声 - 神田和佳
火星軍の切り札であるプラズマシューター艦「ヘカトンケイル」の艦長、大佐。M.M.Eへの憎悪は人並み以上、命令とあらば民間人ごと敵を撃つこともためらわない冷徹さも兼ね備える。
シルディにそっくりだが濃いめの化粧を施した感がある。
キャティ
声 - 渡辺菜生子
火星軍情報局員であるが、多くの謎に包まれた少女。地球救援を推進するラミディアを陰からバックアップしている。人類とM.M.Eの戦いの行方を静かに見守る存在。
バウアー
声 - 井上和彦
「西側」のベテラン戦車兵。気さくな性格で面倒見もよく、サンディの兄貴分も務める。
トミノフ
声 - 永井一郎
「東側」の司令官。作品当初ではM.M.Eよりも西側を憎んでいる描写があり、ネルソンを歩調を合わせることを拒否していた。しかしサンディの理想とそのために行動することをためらわない姿勢に共感し、考えを改めていった。
ネルソン
声 - 加藤精三
「西側」の司令官。東側をM.M.Eなどの敵としか認識しておらず、共同作戦を行うことを拒否していた。しかしサンディの行動によって考えを改め、東側と歩調を合わせるようになる。
ノートン
声 - 屋良有作
「西側」の兵士で、ロボットたちを指揮するために改造を受けたサイボーグ戦士。サンディの考えに共感し、共に戦っていくことになる。最後の戦いではネットワークを介して体を乗っ取られるが、精神力でそれを拒絶、組織崩壊を起こして死亡した。
園田健一の短編『ROMANCE OF CYBORG SOLDIER（「しょきたん」収録）』では巡回中に遭遇したサイボーグ兵の女性・パイパーがM.M.Eを狙撃で仕留めようとして失敗したところを助けている。助けた際には自身の銃やボディのパーツを「余ってた」と言って提供し、破損した部位を修理している。
G.O.R.N
声 - 佐藤正治
「ゴーン」と読む。地球人類を壊滅に追い込んだ「M.M.E」の総統。戦闘機械でしかなかったロボットが人間の憎悪によって自我を持った存在。自らを「人間を超えた存在」と称し、人類の抹殺を目論む。

### 新世紀編に登場したキャラクター
声優陣が大幅に変わっているものの、本作でも地球章同様、宇宙章のキャラクターに類似したキャラクターが登場する。地球章以上に宇宙章のキャラクターに外観が似ている。主要メンバーの名は宝石・装飾からとられている。
クリス
声 - 横山智佐
ベスピオ市で歴史統計学を専攻する学生。快活で、真っすぐな感性を持ち主だが、元気過ぎて交通違反をやらかすことも。歴史を学んでいる所から、今回の敵「G.O.R.N.」の存在を直感する。
ラビィにそっくりな少女。
マーブル
声 - 平松晶子
ベスピオ市のコンピュータ通信ネットワークの最大手企業、テレコミュニケーションズ社に勤務するオペレーター。コンピュータのエキスパート。温和な性格だが、いざという時に芯の強さを見せる。
ポニーにそっくりな少女。
ガーネット
声 - 天野由梨
ベスピオ市環境局に勤める一等局員。地球環境の改善に意欲を燃やし、“アジェンダ23”（23世紀計画）を進めるキャリアウーマン。熱血過ぎて上司と衝突することも多い。
エルザにそっくりな女性。
ダイヤ
声 - 米倉浩子（現・嶋村カオル）
月面都市“モハメッド”の防空隊に所属する宇宙戦闘機隊の中隊長。パイロットとしての腕前は抜群。女性ながら大胆で、野性的。男まさりの破天荒な行動が、他のメンバーたちの精神の刺激剤となる。
ルフィーにそっくりな女性。
パール
声 - 白鳥由里
クリスの勤めるデータライブラリーに通う学生。火星からの逆入植者一家の娘。かわいらしい純粋な少女。極限状態におびえるが、時おり見せる無邪気さで、殺伐としたメンバーたちの心をなごませるマスコット的存在。
ラミィにそっくりな少女。
ルビィ
声 - 石岡美紀
ベスピオ市統制官の娘で、“ユーマン”の血を引く。火星旅行のため、ファストフード店でバイト中。ユーマンとの混血児であることに引け目を感じているが、それゆえに他のメンバーに新たな価値観を見出させる存在。
パティにそっくりな少女。
キャティ
声 - 渡辺菜生子
ベスピオ市情報局局員。G.O.R.N.復活をいち早く察知し、人類抹殺の危機をなんとか回避させようと努力する。そして、あらゆる可能性を秘めた6人の少女をリストアップし、コンピュータネットの操作によって第12区（脱出艇）へと招いた。
ノバ
声 - 佐々木望
「世界は新たなる指導者に支配されるべき」と標榜する選民思想組織「ユーマン」のテロリスト。「指導者」の命令に従ってコンピュータネットワークを混乱させ、ベスピオ市を壊滅に追い込むが、指導者の目的がユーマンを含む全人類の抹殺であることを知り、のちに殺される。その死体にネットワーク機械を埋め込まれ、ゴーンの端末の一つとしてクリスらの宇宙船を追跡・攻撃した。
GORN
声 - 佐藤正治
かつて地球人類を壊滅に追い込んだ「M.M.E」の総統。体は失ったものの意志（プログラム）は残り、再び人類抹殺のために雌伏の時を過ごしていた。ユーマン支援失敗など200年の時を経て復活、太陽系に住む人類を殲滅した。

### ザ・レボリューションに登場したキャラクター
これまでの園田健一から、原案つちやきょうこ、デザイン青野厚司にキャラクターデザインが完全に変わったもののキャラクター名は完全に宇宙章の名前をそのまま引き継いでいる。ただし、時代背景を始め、各キャラクターの年齢など設定は随分異なる。
エルザ
声 - 井上喜久子
20歳。戦争推進委員会の陰謀によって味方から追われることとなったイースト軍籍スターリーフ号の艦長。自分たちを陥れたのが恋人で元上司だったファイザーだと知り苦しんだり、共に行動することとなる謎の組織「コンク」に疑問を持ったりしながらも、冷静な判断と勇気ある決断で皆を指揮する。外見は宇宙章に比べると幾分女性らしく、同作のラビィの静の部分を受け継いでいる。また、今回は最後まで生き残る。
ラビィ
声 - 三石琴乃
18歳。スターリーフのサブコマンド。ロングヘアで真面目な部分はそのままだが、かなり活発で行動的な性格に変更されており、そのせいもあって実戦シーンが激増している。エルザを尊敬し、彼女のためにも危険を顧みず陰謀に立ち向かう。途中出会ったウェストの戦士ルフィと次第に良きライバルとなり、物語後半で彼女をかばい狙撃されてしまうが、ラストまでには回復し、最終決戦に臨む。
パティ
声 - 桜井智
16歳。いわゆるギャル系の元気少女。宇宙章のキャラクターに比べると女の子らしい容姿になった反面、性格がややわがままで跳ねっ返りになっている。しかしラビィを姉のように慕い、ラミィの良きツッコミである点は同じ。銃器類のエキスパートだが思春期で精神的に不安定な所をつけこまれ、催眠術によってスパイに変えられてしまう。これはソルノイドが実はクローンで誕生し、遺伝子単位の操作が可能なためで、レトローグの子供たちを除き登場人物の外見に共通点が多いのもそのためである。
ラミィ
声 - 横山智佐
13歳。宇宙章の同名キャラクターよりずっと華奢で、性格もさらに子供っぽく泣き虫になっている。戦争が末期状態に近づいているため、彼女のような若年層も戦地に送り込まれるようになっている。戦闘能力はほとんどなく、コンクのガーディアンである怪獣に襲われて気絶したり、爆風で吹き飛ばされて…と、多くの受難にあっている。コンクが守っているレトローグの子供たちと真っ先に仲良くなる。
ルフィ
声 - 草地章江
20歳。スターリーフに不時着したウエストのエースパイロット。基本的な性格は宇宙章とほぼ同じだが、戦死した恋人ウィルの生前の言葉から、この戦争に内心疑念を感じており、スターリーフのメンバーにかなり積極的に加勢する。ラビィとは始めは対立していたが、彼女がウィルに少し似ていることもあってか次第に意気投合し、行動を同じにする。最終決戦で戦争推進委員会の艦隊に特攻する。
ポニー
声 - 氷上恭子
17歳。容姿が宇宙章から最も変化したキャラクターで、性格も「地球章」のサリーに近い。「コンク」の主要メンバーで、志願したメンバーの母体で育ち誕生した「レトローグ」の子供たちを愛情を持って育てている。手製の民族衣装風の服装だが、袴がセクシー過ぎてアニメ雑誌で問題になったことも。同じ信念を持つキャティとは無二の親友。後半、ファイザー側が自分たちの作戦上邪魔な存在である子供たちに銃を向けた時、体を張って子供たちを守り重傷を負ったが、命には別状は無く、ラストには何とか歩けるようになる。
キャティ
声 - 長崎萠（現・平良千春）
15歳。実はコンクメンバーの一人をコピーしたアンドロイド。基本的な性格は宇宙章とほぼ同じだが、早い時期にポニーと厚い友情を結んだおかげもあり、幾分積極的にスターリーフのメンバーに関与して来る。中盤、パティが原因でスターリーフのメンバーが危機に陥った時、自身と引き換えに脱出させた。
ファイザー
声 - 折笠愛
エルザの元上司にして元恋人。容姿等はむしろ彼女の方が宇宙章のエルザに似る。戦争推進委員会の主要メンバー。かつての恋人のいるスターリーフを陥れようとして、しっぺ返しを喰らうこととなる。
シュート
声 - 根谷美智子
ファイザーの恋人。鞭を武器にする。キュートな容姿と裏腹に性格は性悪かつサディスティック。しかし結局は彼女もファイザーのコマの一つに過ぎなかった。
ウィザエル
声 - 高乃麗
ウェスト軍親衛隊隊長の一人で親衛隊艦々長。シュートと同様に反戦組織「コンク」を追跡中に岩礁を発見、シュートと共同戦線を張るものの、土壇場で裏切られ奇襲され戦死。
コンク
声 - 小西寛子
本名は不明。コンクの主要メンバーの一人であり、キャティやポニーと会話することを許されている。コンク本拠地のブリッジではオペレーターを担当。
キャティ・ネビュラート
アンドロイドであるキャティのオリジナル。最終兵器である反物質砲の設計者で、反物質砲の登場により勝者のいない殲滅戦争になることを予期しこの兵器を封印、反戦組織「コンク」の主要メンバーとなる。

## 登場メカ
艦船を含むメカニックのデザインは柿沼秀樹が担当。それぞれの陣営が特徴ある艦形をしており、基調とするカラーリングも陣営ごとに異なっている（ソルノイドは青系、パラノイドは赤系、イースト軍は白系、ウェスト軍は濃灰系など）。
スターリーフ
「エターナルストーリー」および「ザ・レボリューション」に登場する、主人公らが乗り込んでいる軍艦。小説版では巡洋艦スターボウルの脱出艇だったが、アニメでは正式な巡恒艦となっている。
戦闘艦に物資を補給したり未開の惑星を探査することなどが主目的の艦艇で、1等戦闘艦よりも小さく（全長は戦闘艦の6割程度）武装も劣るが、艦上戦闘機発艦機能をもち、全武装一斉射撃で敵艦を撃沈するなど高い戦闘能力を有している。
「ザ・レボリューション」では巡恒艦という名称は残しつつ他艦と同じ戦闘艦という扱いになっており、外見も他の艦艇と同じになっている。艦長および各オペレーター席は独立したカプセル状になっており、ヘッドアップディスプレイを使用することによって艦載機を遠隔操作することもできる。
ブロッサム
スターリーフ搭載の脱出艇であり、地表降下機能を持つ機動基地でもある。通常はスターリーフの一部として機能しているが、緊急時には分離する。衛星カオスではラビィたちの居住区となっていた。さらに上部は脱出機シードとなり、大気圏離脱・再突入も可能。本体部にはデータバンクがあり、地球章の時代には「月の先史文明遺跡」としてソルノイドの軍事技術を人類にもたらした。
アコンカグヤ
ソルノイド艦隊旗艦で、スターリーフの約20倍の全長をもつ。その艦形は柄が極端に短い刺又型で、柄の部分が艦首となる。衛星カオス守備の任を帯び、パラノイドとの戦闘を経て損傷しつつもカオスへ到着するが、新個体確保を狙う親衛隊と対立、撃沈されてしまう。
コーカサス
ソルノイド親衛隊旗艦、長大な基幹部と小型戦闘艦2隻を補助機関部として連結した艦形で、その姿はザリガニを連想させる。衛星カオスにて生まれた新個体を確保すべくパラノイド親衛艦隊、ついでアコンカグヤと戦闘になるものの、衛星カオスに降下したところで惑星活性化装置の暴走に巻き込まれて指揮下の艦隊ごと消滅した。
ローレライ
ソルノイド機動第4艦隊旗艦でシルディたちの母艦。その外観はコーカサスに似るが、よりスマートなデザインとなっている。第9星系を巡る戦いの中で失われた。
スタウト級
ソルノイドとパラノイドの戦い最末期にロールアウトした戦闘艦。全長約210m。各戦線に投入され、戦果と同じだけの被害を被った。
アンクル5
戦場において行動不能艦などから兵士を回収する回収船。船内には簡易な医療施設と兵士が休息をとるためのスペースがある。同型船にアンクル9などがある。ダミア破壊後に戦域を漂流していたシルディらを救助した。
サーディン
ソルノイド情報局艦。情報局本部も兼ねており、艦長とは別に情報局長も乗艦している。シグマ・ナース太陽系での最終決戦に参加。
トラバーサー
ソルノイド総統母艦。全長10kmの巨艦で、コの字を倒したような外観。しかし複数のモジュールを鋼管やパイプで連結している部分があり、また巨艦であることも手伝って機敏さはない。コの字の内側に無数の光子弾発射口があり、前方への集中斉射が可能。シグマナース太陽系における最終決戦でアブゾリュートへ特攻し爆沈した。
ロォング
パラノイド艦隊旗艦全長2km。エクソガモフ計画遂行部隊の一つで、主力部隊から離れたスターリーフに攻撃を仕掛けた。
ダモス
パラノイド親衛艦隊旗艦。新個体をめぐってソルノイド親衛艦隊と交戦し敗北。その後地表に降下し陸戦兵器ディノサートに変形、執拗に新個体を狙うが、惑星活性化装置の暴走によって消滅した。
ロアリング級
パラノイド大型戦闘艦、全幅約2.3km。艦隊旗艦であることも多い。
ボルケーノ級
パラノイド小型戦闘艦、全幅約210m。複数のタイプが確認されており、艦形も棒状に近いものからくの字型、コの字に近いものまで多彩。
アブゾリュート
パラノイド総統母艦。全長70kmに達する超々巨大艦。前方から見ると米の字を思わせる艦形で、十の字にそって砲台が配備されており、横線部分による拡散射撃や十字部分による集中射撃など多彩な攻撃が可能。シグマナース太陽系における最終決戦にてトラバーサーの特攻を受けて轟沈した。
惑星破壊砲
ソルノイド・パラノイド両軍が永劫の時の戦闘を経て開発した究極兵器。強大なプラズマを集束して発射することにより、惑星をも破壊しうる攻撃力を発揮する。パラノイドでは惑星破壊砲を凌駕する最終兵器「恒星破壊砲」も開発していた。
破滅的な攻撃力を有する兵器だが、その移動速度は120メルガノンと遅く、存在位置さえわかってしまえば対処は難しくない。
ソルノイドの惑星破壊砲はパラノイド艦船の、パラノイドの惑星破壊砲はソルノイド艦船のイメージを持ち、「自分たちの兵器で仲間を殺しているようなもの」という暗喩になっている。
恒星破壊砲ダミア
パラノイドが作り上げた惑星破壊砲をも凌駕する最終兵器。惑星サイズの球体となっており、球体の中心から発射した高エネルギー弾で恒星の核融合反応を暴走させ、超新星爆発を誘発させる。
漫画｢プラネット・オブ・ジ・アーク｣では、冒頭でソルノイドの本星を恒星系ごと消滅させた。
ヘカトンケイル
火星軍が月の先史文明遺跡より解析したデータをもとに建造したプラズマシューター艦。その外観はソルノイドの惑星破壊砲に似る。全長約1kmで、本来のものよりかなり小さく、威力も弱い。それでも、M.M.Eがたてこもるオーストラリア大陸を一撃で壊滅させられるだけの力はある。
オーストラリア攻撃態勢に入るも、仲間を護ろうとするサンディの意思に連動した防衛衛星からの攻撃によって失われた。

## スタッフ
宇宙章・地球章・新世紀編
- 監督 - 秋山勝仁
- 原作 - 柿沼秀樹
- プロダクションデザイン - 柿沼秀樹（宇宙2・3、地球、新世紀）、アートミック（SD）、山根公利（地球、新世紀）、夢野れい（新世紀）
- メカニックデザイン - 柿沼秀樹（宇宙1）、山根公利（宇宙3、レア）
- キャラクターデザイン - 園田健一
- アシスタントデザイン（宇宙1）・メカニックデザイン補（宇宙2）・美術デザイン（宇宙3、レア） - 夢野れい
- 音楽 - 瀬尾一三（宇宙1・2・3・SD）、山川恵津子（レア）、ハワード・キリー（地球1）、水谷薫（地球）、中沢武仁（新世紀）
- SF考証 - 松崎健一（宇宙1）
- ストーリーボード（レア） - 秋山勝仁、柿沼秀樹
- 美術監督 - 東潤一（宇宙1・宇宙2）、宮前光春（宇宙3、レア、地球2・3）、南郷洋一（SD）、岡田和夫（地球）、鈴木和彦（新世紀）
- 撮影監督 - 新井隆文（宇宙1）、高橋明彦（宇宙2、レア）、小西一廣（宇宙3・SD、地球、新世紀）
- 音響監督 - 松浦典良（宇宙-レア）、岩浪美和（地球、新世紀）
- 制作 - アートミック（宇宙-レア）、AIC、アニメイトフィルム（宇宙-レア）、STUDIO SS（地球3）、九魔（新世紀上）、ビッグバン（新世紀下）
- 協力（宇宙1） - スタジオぬえ、アートボックス
- 製作・著作 - ムービック（宇宙-レア）、ソニービデオソフトウェアインターナショナル（宇宙1・2・3）、CBS・ソニーグループ（SD・レア）、アートミック（地球、新世紀）
- 発売・販売元 - ポリドール（地球、新世紀）

THE REVOLUTION
- 監督 - 福島宏之
- 原作 - アートミック、柿沼秀樹
- オリジナルキャラクターデザイン - つちやきょうこ
- アニメーションキャラクターデザイン - 青野厚司
- メカニックデザイン - 山根公司、那倉政幸
- 美術監督 - 長尾仁
- 撮影監督 - 菅谷英夫
- 音響監督 - 松浦典良
- 制作協力 - アートランド、アートミック、ダーツ
- 制作 - アニメイトフィルム
- 製作 - ムービック、ソニー・ミュージックエンタテインメント

## 主題歌
エンディングテーマ
「両手いっぱいのジョニー」（宇宙章1）
作詞・歌 - 小比類巻かほる / 作曲・編曲 - 竹澤好隆
「COSMIC CHILD」（宇宙章2）
作詞・作曲 - 白井貴子 / 編曲 - Crazy Boys / 歌 - 白井貴子&Crazy Boys
「ボトムライン」（宇宙章3）
作詞・作曲 - SHŌ-TA  / 編曲・歌 - PEARL
「素顔のスパイたち」（SD）
作詞 - 岡田冨美子 / 作曲・編曲 - 瀬尾一三 / 歌 - GALL FORCE ETERNAL BAND
「若き女神の伝説」（レア）
作詞 - 真名杏樹 / 作曲・編曲 - 山川恵津子 / 歌 - レアーズ（松井菜桜子、鶴ひろみ、原えりこ、川村万梨阿、本多知恵子）
「BROKEN HEART」（地球章1）
作詞・歌 - 浜田範子 / 作曲・編曲 - ハワード・キリー
「EXCUSE ME」（地球章2）
作詞 - NORIKO / 作曲 - ED FORMOSA / 編曲 - 太田美知彦 / 歌 - 浜田範子
「Endless Love Again」（地球章3）
作詞 - 早瀬七美 / 作曲 - Lou BONNEVIE / 編曲 - 太田美知彦 / 歌 - The Gallforce（松井菜桜子、鶴ひろみ、原えりこ、本多知恵子、山本百合子、渡辺菜生子、水谷優子、神田和佳、富沢美智恵、川村万梨阿）
「祈り」（新世紀編上）
作詞 - 帆刈伸子 / 作曲・編曲 - 渡辺格 / 歌 - 石岡美紀
「時の船」（新世紀編下）
作詞 - 渡辺なつみ / 作曲・編曲 - 太田美知彦 / 歌 - 渡辺菜生子
挿入歌
「歌え!!レクイエム」（宇宙章1）
作詞 - 岡田冨美子 / 作曲 - 鈴木雅之 / 編曲 - 瀬尾一三 / 歌 - 鈴木聖美
「Round at the night」（宇宙章1）
作詞 - 広石正宏、山本治彦 / 作曲・編曲 - 山本治彦 / 歌 - LOOK
「FLY ME AWAY」（レア）
作詞 - 真名杏樹 / 作曲・編曲 - 山川恵津子 / 歌 - レアーズ（松井菜桜子、鶴ひろみ、原えりこ、川村万梨阿、本多知恵子）
「Don't leave me alone」（地球章1）
作詞 - 早瀬七美 / 作曲・編曲 - ハワード・キリー / 歌 - 浜田範子
イメージソング
「I NEED YOUR LOVE」（地球章2）
作詞 - NORIKO / 作曲 - ED FORMOSA / 編曲 - 太田美知彦 / 歌 - 浜田範子
「Twiright Wings」（地球章3）
作詞 - 早瀬七美 / 作曲 - 水谷薫 / 編曲 - 太田美知彦 / 歌 - 渡辺菜生子
THE REVOLUTION
オープニングテーマ「涙よりも吐息よりも」
作詞 - 渡辺智加 / 作曲 - 太田美知彦 / 編曲 - 内田尚一 / 歌 - 木原さとみ
エンディングテーマ「泣いてもいいよ」
作詞 - 夏実唯 / 作曲 - 谷本新 / 編曲 - 飛澤宏元 / 歌 - 草地章江

## 各話リスト
| #                         | タイトル                                                                     | 脚本          | 絵コンテ                   | 演出                                             | 作画監督                                          | VHS発売日                    |
| 宇宙章                    | 宇宙章                                                                       | 宇宙章        | 宇宙章                     | 宇宙章                                           | 宇宙章                                            | 宇宙章                       |
| ------------------------- | ---------------------------------------------------------------------------- | ------------- | -------------------------- | ------------------------------------------------ | ------------------------------------------------- | ---------------------------- |
| 1                         | ガルフォース エターナル・ストーリー GALL FORCE ETERNAL STORY                 | 富田祐弘      |                            | 五月女有作 八谷賢一                              | 北島信幸 田中正弘 仲盛文（メカ）                  | 1986年7月26日 (同日劇場公開) |
| 2                         | ガルフォース2 デストラクション GALL FORCE 2 DESTRUCTION                      | 柿沼秀樹      | 林宏樹                     | 北島信幸 仲盛文                                  | 1987年11月21日                                    |                              |
| 3                         | ガルフォース3 [宇宙章/完結篇] スターダスト・ウォー GALL FORCE 3 STARDUST WAR | 柿沼秀樹      | 松本佳久                   | 北島信幸 仲盛文 梶島正樹 竹内敦志 北島信幸（総） | 1988年11月2日                                     |                              |
| 番外編                    | ガルフォース番外編 テンリトル・ガルフォース THE TEN LITTLE GALL FORCE        |               | 八谷賢一                   | 北島信幸                                         | 1988年7月3日                                      |                              |
| 番外編                    | ガルフォースすぺしゃるオマケVIDEO!! 「園田健一わーるド」                     |               |                            |                                                  | 1988年7月3日                                      |                              |
| GALL FORCE 地球章         |                                                                              |               |                            |                                                  |                                                   |                              |
| 1                         | レア・ガルフォース RHEA・GALLFORCE                                           | 柿沼秀樹      |                            |                                                  | 梶島正樹 田中正弘 竹内敦志（メカ） 北島信幸（総） | 1989年3月21日                |
| 2                         | ガルフォース 地球章1                                                         | 宮岡勇一      | 秋山勝仁 林宏樹 柿沼秀樹   |                                                  | 北島信幸 梶島正樹 奥田淳（メカ）                  | 1989年12月25日               |
| 3                         | ガルフォース 地球章2                                                         | 柿沼秀樹      | 秋山勝仁 荒牧伸志 児林泉美 | 北島信幸 田中正弘 梶島正樹 奥田淳（メカ）        | 1990年8月25日                                     |                              |
| 4                         | ガルフォース 地球章3                                                         | 柿沼秀樹      | 秋山勝仁 荒牧伸志 八谷賢一 | 福多潤                                           | 小林達也                                          | 1990年12月1日                |
| MV                        | ガルフォース 地球章 ビジュアル・コレクション                                 |               |                            |                                                  |                                                   | 1991年7月25日                |
| 総集編                    | ガルフォース 地球章全集                                                      | 1992年9月26日 |                            |                                                  |                                                   |                              |
| GALL FORCE 新世紀編       |                                                                              |               |                            |                                                  |                                                   |                              |
| 1                         | ガルフォース 新世紀編【上】                                                  | 柿沼秀樹      | 大庭秀昭                   | 大庭秀昭                                         | 高谷浩利                                          | 1991年12月1日                |
| 2                         | ガルフォース 新世紀編【下】                                                  | 柿沼秀樹      | 鹿島典夫                   | 藤本義孝                                         | 安来由多加                                        | 1992年2月26日                |
| GALL FORCE THE REVOLUTION |                                                                              |               |                            |                                                  |                                                   |                              |
| Vol.1                     | WAR STORM                                                                    | 柿沼秀樹      | 福島宏之                   | 花井信也 金子秀一（メカ）                        | 白井伸明                                          | 1996年12月21日               |
| Vol.2                     | GALAXY RUN                                                                   | 柿沼秀樹      | 福島宏之                   | 花井信也 金子秀一（メカ）                        | 五月女浩一朗                                      | 1997年1月22日                |
| Vol.3                     | SOLDIER PLANT                                                                | 柿沼秀樹      | 西山明樹彦                 | 西山明樹彦                                       | 青野厚司                                          | 1997年2月21日                |
| Vol.4                     | HOME WAY                                                                     | 柿沼秀樹      | 福島宏之                   | 花井信也 金子秀一（メカ）                        | 白井伸明                                          | 1997年3月21日                |

## 原作版

### スター・フロント ガルフォース
『STAR FRONT GALL FORCE』。大日本絵画発行の『モデルグラフィックス』より1985年3月から1986年8月号までに連載された3Dフォトストーリー。1/8スケールフィギュアを使ったディオラマ立体コミック。1986年7月には別冊として1冊にまとめられている。登場人物はラビィ、パティ、ラミィとロボットのトイル。園田健一の「ねこミミ」の発展型としてデザインされたものがラビィの原型となっている。また、ディオラマなどは姉妹誌の『ゲームグラフィックス』にも転用・掲載された。
- 企画：アートミック
- 原作：柿沼秀樹
- キャラクターデザイン：園田健一
- メカニックデザイン：柿沼秀樹、園田健一、小泉聡

### HiTBiT ガルフォース
『THE STORY OF HITBIT F1』。1986年に発売されたSONY『HiTBiT F1 MSX2 ゲームロボット』のキャンペーンとして、スターフロント版と同様に3Dフォトストーリーとして展開された。MSX版ガルフォースの発売も重なったことにより企画が決まり、スターフロント版フィギュアを基にラビィとパワードスーツ「ゲームロボット」が作られた。
- 企画：博報堂
- デザイン：アートミック

## コミック版
『ガルフォース2 プラネット・オブ・ジ・アーク（ISBN 978-4924678620）』として小野敏洋によりコミック化されたほか、うしだゆうじによって「ザ・レボリューション（ISBN 4-19-830168-9）」が1996年 - 1997年にかけて『月刊少年キャプテン』に連載された。単行本は共に全1巻で徳間書店から少年キャプテンコミックススペシャルにて発行された。また、キャラクターデザインを手掛けた園田健一による短編がムービック発行の｢園田健一作品集 PRIVATES LIVE」(ISBN 978-4-9439-6603-6)に収録されている。

## 小説版
宇宙章
- ガルフォース1〈赤い悪魔のサンバ〉
- ガルフォース2〈蒼い天使のロック〉
- ガルフォース3〈白い妖精のワルツ〉
- ガルフォース4〈黒い妖鬼のフーガ〉
- ガルフォース5〈緑の聖女のアリア〉

地球章
- レアガルフォース〈エクソダス〉
- ガルフォース地球章1〈アトランティス計画〉
- ガルフォース地球章2〈復活の樹〉
- ガルフォース地球章3〈前哨〉
- ガルフォース地球章4〈The Longest Day〉

ガルフォース・ザ・レボリューション
- 小説ガルフォース・ザ・レボリューション上巻
- 小説ガルフォース・ザ・レボリューション下巻

## ゲーム版
ガルフォースに関する公式なゲームとしては以下の3作品が発売されている。
- ガルフォース（1986年11月19日発売 ファミリーコンピュータ ディスクシステム、ハル研究所）
- ガルフォース カオスの攻防（1986年11月21日発売 MSX、SONY）
- ガルフォース 創世の序曲（1987年発売 PC-8800シリーズ、PC-9800シリーズ、FM-7、X1、MSX2など、スキャップトラスト）

本作は家庭用ゲーム機にそのまま移植するにはややきわどいテーマ・描写が存在することから、ゲーム版は基本的に原作のキャラクターを使ったオリジナル展開である。しかし『創世の序曲』のみ原作アニメを小説の解釈のもとに再構成した作品であり、ストーリーに大きな違いはない内容となっている。キャラクターの人間関係・葛藤のシーンや最期の描写がほぼ全員異なっている。
スキャップトラストでは『ガルフォース 虹のかなたに…』と『ガルフォース 怒涛のカオス』のリリースも予定しており、『ログイン』誌などの記事で紹介されたほかパソコンゲーム誌へ出稿した広告にも発売を告知していたが、同社が倒産した（清算された）ため結局発売されなかった。
ファミコン版は選択したキャラクターによって自機の攻撃方法を変更可能で、AI機能の搭載で敵の攻撃パターンもプレイヤーの攻撃に合わせて変化するなど、当時のファミコン用ソフトとしてはかなり充実した内容を誇っていた。